# Wangzak
Een wangzak is een flexibel deel van de huid aan de zijkanten van de kop dat door bepaalde zoogdieren wordt gebruikt om voedsel op te slaan. Een bekend voorbeeld van dieren met wangzakken zijn hamsters en eekhoorns. De wangzak is te vergelijken met de krop van vogels. 